# عمر انباری

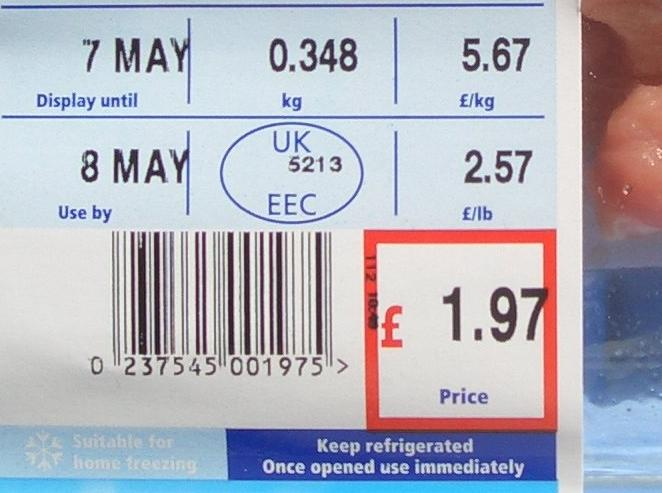
تاریخ‌های درج‌شده روی یک بسته‌بندی گوشت خوک چرخ‌شده نشانگر تاریخ فروش (display until) در ۷ مه و بهترین تاریخ مصرف (use by) در ۸ مه

عمر فروشگاهی محصول یا عمر انباری (انگلیسی: Shelf life) به مدت‌زمانی گفته می‌شود که در آن مدت یک کالا برای استفاده، مصرف یا فروش مناسب باقی بماند. به عبارت دیگر، این عنوان ممکن است به پایان زمان مناسب برای نگهداری کالا در آبدارخانه (نامناسب برای مصرف)، یا پایان زمان مناسب برای نگهداری کالا در قفسه‌های فروشگاه‌ها (نامناسب برای فروش، اما همچنان مناسب برای مصرف) اشاره داشته‌باشد. این عنوان برای لوازم آرایشی، مواد غذایی، نوشیدنی‌ها، تجهیزات پزشکی، مواد پزشکی، مواد منفجره، داروهای شیمیایی، مواد شیمیایی، تایرها، باتری‌ها و بسیاری از اقلام تجزیه‌پذیر دیگر کاربرد دارد. در برخی مناطق، درج بهترین زمان مصرف پیشنهادی یا تاریخ تازگی بر روی بسته‌بندی مواد غذایی تجزیه‌پذیر الزامی است. مفهوم واژهٔ تاریخ انقضا با عمر انباری مرتبط است، اما در بعضی حوزه‌های قضایی، از نظر قانونی متمایز است.